# 甲賀高分子
甲賀高分子株式会社(こうかこうぶんし）とは滋賀県湖南市に本社を置く日本の株式会社。

## 概要
プラスチック素材を中心に包装・工業資材を取り扱う。自社で工場を持たないファブレスが強みで、全国約500の協力工場と連携して製品を提供する。営業担当者は包装や素材に関して知識やノウハウを持ち、取引先は様々な業種の4000以上で包装に関する様々な情報の集積や蓄積、共有を図る。本社のほか、6営業所を有し、関東では更に営業所を増設して首都圏での市場を開拓する方針。2017年時点で特に注力するのがアグリ（農業）市場と介護市場であり、鮮度保持フィルムで品質を保持したまま野菜を保管したり介護商品を清潔に保管したりするなどの需要がある。目標は「日本で一番面白い会社」。2015年には女性活躍推進策を評価する滋賀県の認証制度で2番目に高い2つ星を獲得し、2016年には「日本創出のための将来世代応援知事同盟」から「最優秀将来世代応援企業賞」を受賞している。

## 沿革
1972年（昭和47年）3月に創業。1985年（昭和60年）に大阪営業所、1987年（昭和62年）に東京営業所を開設する。1994年には韓国のメーカーと初めて海外連携を行う。2017年（平成29年）3月に新本社ビルを新設して働きやすい環境づくりを整える。